# West Baden Springs
West Baden Springs é uma cidade  localizada no estado americano de Indiana, no Condado de Orange.

## Demografia
Segundo o censo americano de 2000, a sua população era de 618 habitantes.
Em 2006, foi estimada uma população de 614, um decréscimo de 4 (-0.6%).

## Geografia
De acordo com o United States Census Bureau tem uma área de
2,8 km², dos quais 2,8 km² cobertos por terra e 0,0 km² cobertos por água.

## Localidades na vizinhança
O diagrama seguinte representa as localidades num raio de 24 km ao redor de West Baden Springs.